# Давньогрецькі первинні божества
Первісні божества грецької міфології — перші боги і богині, народжені з порожнечі Хаосу. Згідно з Гесіодом, першими (після Хаосу) були Гея, Тартар, Ерос (Ерот), Ереб (Еребус), Гемера і Нікта. Початкові Гея і Уран народили титанів і циклопів. Титани Кронос і Рея народили Зевса, Посейдона, Аїда, Гестію, Геру та Деметру, які повалили титанів. Ворожнеча богів закінчується сходженням на трон Зевса.

## Версії
У стародавніх греків були різні уявлення про походження початкових божеств. Можливо, деякі з них успадковані від догрецького населення.
В Іліаді Гомера батьком усіх богів названо Океан.
Алкман називав водну німфу на ім'я Фетіда першою богинею.
Арістофан писав, що першою богинею була Нікта, яка вивела Ероса з яйця.

## Повний список первісних богів та богинь

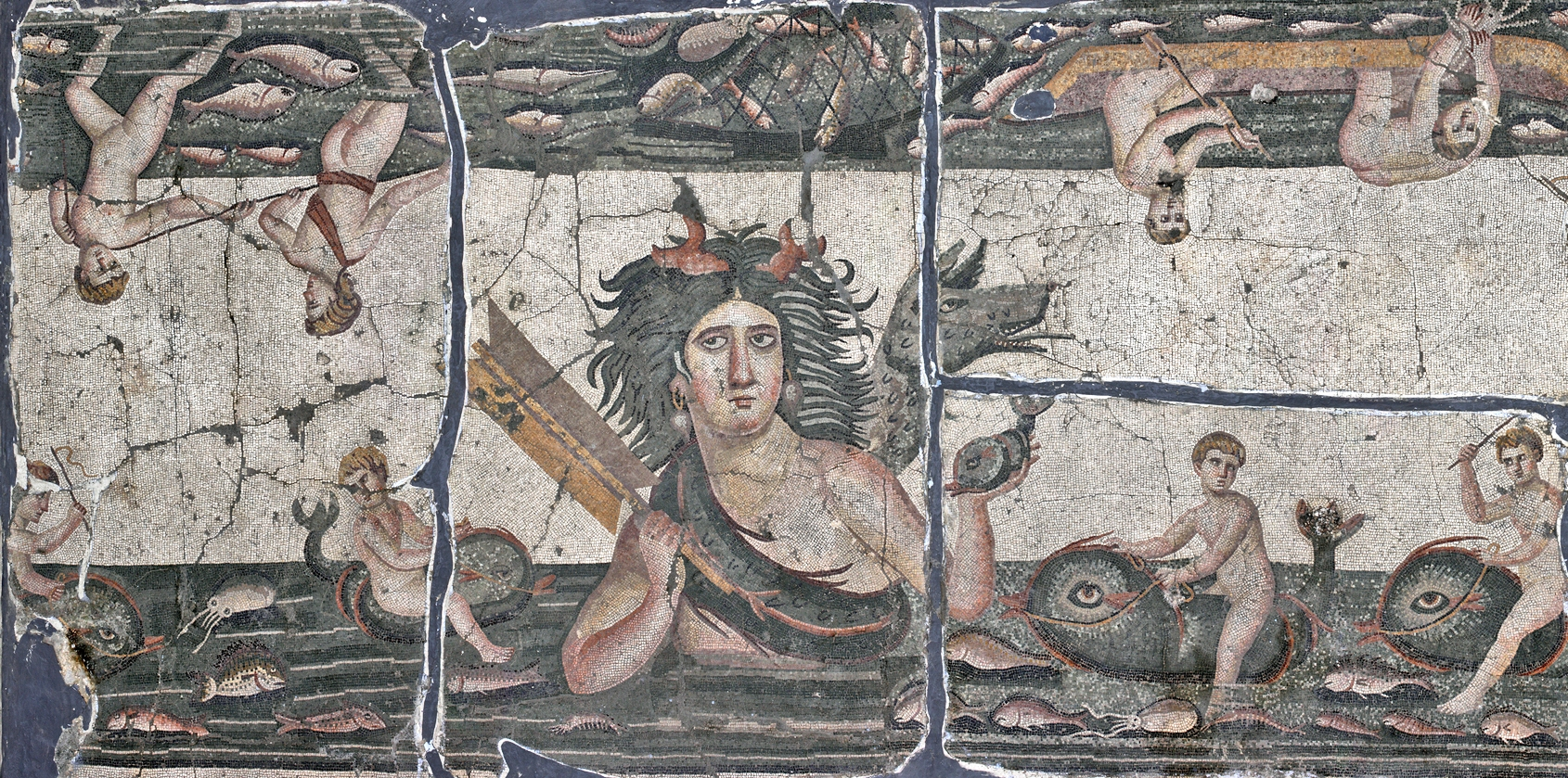
Римська мозаїка 5-го століття з Талассою в Археологічний музей Хатая

Перші народжені з безсмертних, які утворили саму тканину Всесвіту, були відомі в грецькій міфології як Протогеноси (від грец. protos – «перший» і genos – «народжений»). Здебільшого це були суто стихійні істоти: Уран був буквально небом, Гея – землею тощо.
Деякі з них часто описувалися або зображувалися в антропоморфній формі, проте ці форми були неминуче невіддільні від їхньої рідної стихії. Наприклад, богині Гея та Таласса могли виглядати як жінки, що наполовину піднялася з землі або моря.

### Ананке
Протогеонос неминучості, примусу та необхідності. В орфічній космогонії вона з'явилася на світанку творіння як безтілесна, змієподібна істота, чиї простягнуті руки охоплювали широчінь космосу.
Ананке та її супутник Хронос, сплетені змієподібними витками, розчавили первісне яйце творіння, розділивши його на складові частини: землю, небо та море, і утворили впорядкований всесвіт. Після свого акту творіння Ананке і Хронос оточили космос, щоб керувати обертанням небес і вічним плином часу. Вони були недосяжними для молодших богів, чиї долі, за деякими переказами, вони контролювали.

### Гемера
Первісна богиня дня. Вона була дочкою Еребуса (Темряви) і Нікс (Ночі), сестрою і дружиною Етера (Небесного Світла).
Щовечора мати Гемери, Нікс, опускала темну завісу на небо, затуляючи собою сяючу блакить етеру і приносячи ніч на землю. Щоранку Гемера розганяла туман своєї матері, знову осяюючи землю світлом.

### Гея
Протогенос землі. Мати-Земля з'явилася на початку творіння, щоб сформувати основу всесвіту. Гея була однією з небагатьох первісних богинь, яких зображували в антропоморфній формі, проте навіть у такому вигляді вона зображувалася як жінка, що частково піднялася з землі, адже невіддільна від своєї природної форми.

### Гідрос
Протогенос води. Разом із землею він утворив первісний бруд. Гідрос зазвичай ототожнювався з прісноводним Титановим Океаном, що оточував Землю.

### Еребус
Первісний бог туманів темряви. Його темна стихія була занурена в пустоти землі і оточувала похмуре царство підземного світу.

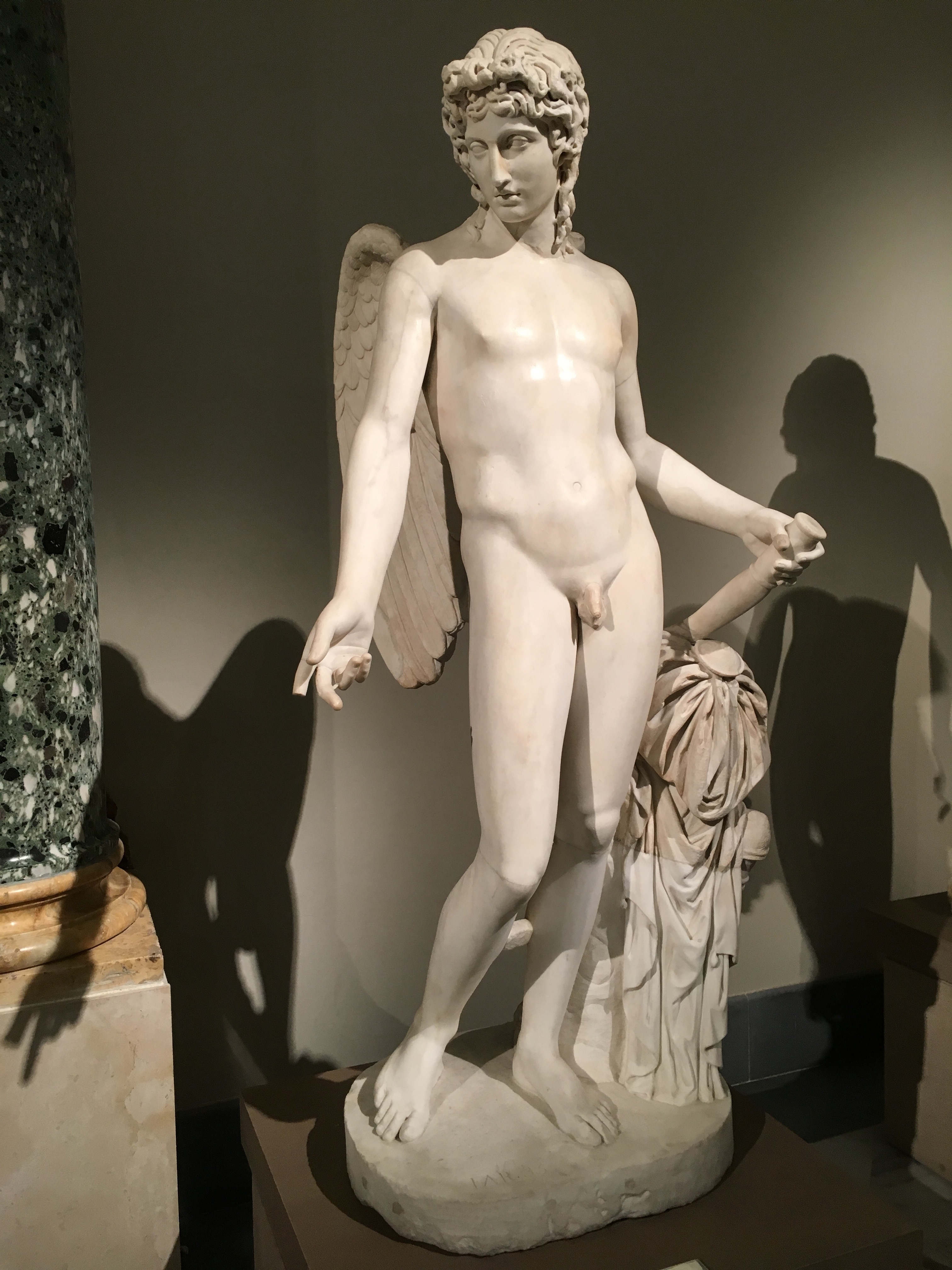
Статуя Ерос Фарнезе в Національному археологічному музеї в Неаполі

### Ерос
Первісний бог продовження роду, який з'явився на світанку творіння. Він був рушійною силою зародження нового життя в космосі.

### Ефір
Первісний бог світла та блакитного етеру небес. Його тумани заповнювали простір між твердим куполом неба і прозорими туманами приземного повітря. Увечері його мати Нікс накривала небо темним покривалом, затуляючи етер і приносячи ніч. Вранці його сестра і дружина Гемера розганяла нічний туман, щоб відкрити сяючий блакитний етер дня.

### Несої
Первісні богині островів. Кожен острів мав своє персоніфіковане божество. Згідно з Каллімахом, Несої (острови) спочатку були Ореями (горами), які Посейдон зіштовхнув у море своїм тризубом.

### Нікс
Протогенос ночі. Вона була дитиною Хаосу, а в парі з Еребусом (Темрявою) породила Етер (Світло) та Гемеру (День). Одна вона породила виводок темних духів, серед яких були три Долі, Сон, Смерть, Ворожнеча і Біль.

### Океан
Протогенос великої прісноводної ріки, що омиває землю. З його течії виникли всі річки, джерела та дощові хмари.

### Орея
Протогеноси гір. Їхні скелясті форми з'явилися завдяки Гектору й народилися з Геї-землі.

### Понт
Протогенос моря. Виник з Геї-Землі на початку творіння, коли елементи всесвіту були приведені в належний порядок.

### Таласса
Протогенос моря або морської поверхні. Вона народилася від Етера і Гемери. Змішуючись з глибокими водами Понту, Таласса породила племена риб.

### Тартар
Протогенос великої бурхливої ями, що лежала під корінням землі. Він був антинебом: так само, як небесний купол здіймався високо над землею, Тартар здіймався під нею. Титани були ув'язнені в його надрах.

### Тезис
Первісна богиня творення; божество, пов'язане з Фізис (Матір'ю-Природою). Вона з'являється в орфічних теогоніях як одна з перших істот, що виникли при створенні світу.

### Уран
Первісний бог суцільного небесного купола, форма якого простягалася від одного горизонту до іншого. На початку творіння з'явився з Геї. Пізніше його син Кронос схопив і кастрував його, коли той спустився, щоб з'єднатися з Геєю.

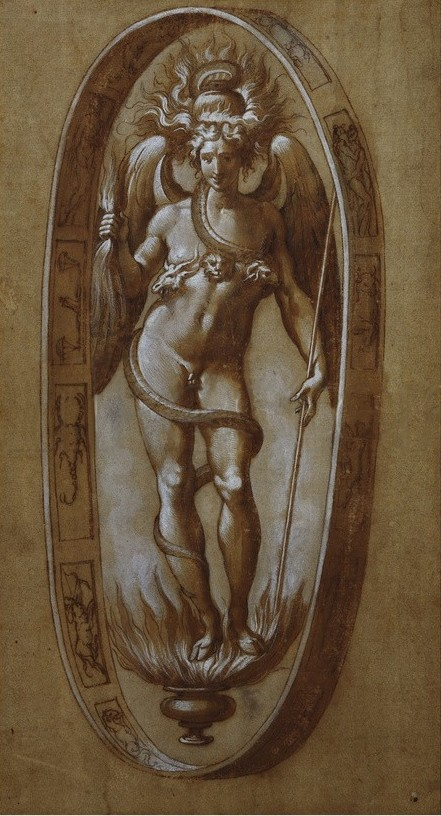
Фанес у виконанні Франческо Сальвіаті

### Фанес
Протогенос роду, бог-творець. Він з'явився зі срібного яйця на початку часів і впорядкував всесвіт.
За деякими переказами, Зевс проковтнув його цілком, щоб отримати панування над всесвітом.

### Фізис
Первісна богиня зародження та впорядкування природи.

### Хаос
Протогенос нижніх шарів повітря. Вона заповнювала проміжок між яскравими туманами небесних висот і землею.
З Хаосу походять інші повітряні стихії: Еребус (темрява), Нікс (ніч), Етер (світло) та Гемера (день).

### Хронос
Протогенос часу був найпершою істотою, яка з'явилася при створенні світу, що самоутворилася. Це була триголова безтілесна істота зі змієподібним хвостом, яка кружляла над усім творінням, переплетена зі своєю супутницею Ананке.

## Інтерпретація
Дослідники сперечаються про значення початкових богів у поемах Гомера та Гесіода. Так як споконвічні боги дали життя титанам, а ті — олімпійцям, існує інтерпретація, згідно з якою це найглибші та фундаментальні властивості космосу.
Наприклад, Дженні Штраус Клей пише, що якщо поезія Гомера ставить у центр правління Зевса, то бачення Гесіода, який звертається до первісних богів, поміщає Зевса та богів-олімпійців у контекст.